# Pelophylax hubeiensis
Espèce
Synonymes
- Rana hubeiensis Fei & Ye, 1982

Statut de conservation UICN

 LC  : Préoccupation mineure
Pelophylax hubeiensis est une espèce d'amphibiens de la famille des Ranidae.

## Répartition
Cette espèce est endémique du centre-Est de la république populaire de Chine. Elle se rencontre dans les provinces du Sichuan, du Hubei, du Hunan, du Jiangxi et d'Anhui.

## Étymologie
Son nom d'espèce, composé de hubei et du suffixe latin -ensis, « qui vit dans, qui habite », lui a été donné en référence au lieu de sa découverte, Lichuan dans la province du Hubei.

## Publication originale
- Fei & Ye, 1982 : The distributional characteristics of Amphibia in Hubei Province, including description of a new frog. Acta Zoologica Sinica, Beijing, vol. 28, p. 293-301.